# Пешехонов, Владимир Арсеньевич
Владимир Арсеньевич Пешехонов — советский хозяйственный и политический деятель.

## Биография
Родился в 1926 году в Твери. Член КПСС.
Окончил Калининский индустриальный техникум.
В 1952—1960 гг. — мастер, начальник смены, заместитель начальника, начальник механического цеха, начальник технического отдела Калининского машиностроительного завода им. 1 Мая.
В 1960—1962 гг. — директор Калининского механического завода.
В 1962—1968 гг. — первый заместитель председателя, председатель Калининского горисполкома.
В 1968—1976 гг. — заместитель директора, директор Калининского вагоностроительного завода.
В 1976—1986 гг. — генеральный директор Калининского ПО вагоностроения.
В 1986—1991 гг. — научный сотрудник Калининского филиала ВНИИ вагоностроения.
Умер в 1991 году в Твери.

## Награды
- Орден Октябрьской Революции[2]
- Орден Трудового Красного Знамени[2]